# Napomyza bupleuri
Napomyza bupleuri är en tvåvingeart som beskrevs av Erich Martin Hering 1963. Napomyza bupleuri ingår i släktet Napomyza och familjen minerarflugor.
Artens utbredningsområde är Tyskland. Inga underarter finns listade i Catalogue of Life.